# StandWithUs
StandWithUs («Стой с нами» - англ. ) — некоммерческая неправительственная организация, способствующая распространению объективной информации об Израиле и его политике. Создана в 2001 году. Центр организации находится в Лос-Анджелесе. На 2009 года её филиалы работали в Нью-Йорке,  Денвере, Мичигане, Чикаго, Сиэтле,  Ориндже, Сан-Франциско, Санта-Крузе (США), Великобритании, Австралии и в Израиле.
StandWIthUs позиционирует себя как разъяснительную организацию, способствующую образованию и взаимопониманию, что в будущем должно обеспечить безопасное будущее для Израиля и его соседей. Годовой бюджет StandWIthUs составляет около 4 миллионов долларов.
Исполнительный директор и создатель StandWithUs - Роз Ротштейн.

## Структура
StandWithUs также известна под названием «Объединение для экстренной помощи Израилю». В неё входят несколько подразделений:
- StandWithUs  - работает с различными сообществами, разъясняя необходимость справедливого мирного решения конфликта, обеспечивающего безопасность Израиля.
- StandWithUsCampus - помогает студентам колледжей и университетов Северной Америки в произраильской образовательной и разъяснительной деятельности.
- StandWithUs International - работает со студентами в Израиле, Европа е, Австралии и Южной Африке.
- United4Freedom  - пресс-бюро, субсидируемое местным Jewish Community Foundation
- Stand4Facts - Stand4Facts («Только факты») - динамичная программа для работы в интернете, разработанная активистами - недавними выпускниками колледжей, студентами и учеными, для оперативной оценки ситуации и срочного реагирования на антиизраильские митинги и выступления в университетах.
- LearnIsrael - дотирует закупку произраильских материалов библиотеками (одна из основных исходных целей -  гарантировать наличие в национальных библиотеках книг, фильмов, «online» и других материалов, корректно представляющих Израиль и то, что к нему относится).
- Librarians for Fairness   - ассоциация «Библиотекари за справедливость» (обеспечение программ и мероприятий, представляющих Израиль в положительном свете, в национальных библиотеках по всей стране)[3]

## Кампании
- Israpedia - израильская информационная база, созданная группой студентов Еврейского университета в Иерусалиме, принимавших участие в международной программе StandWithUs  в 2009 году.
- HelpUsWin - презентация произраильского освещения операции Литой свинец в интернете.
- Soldiers Speak Out («Солдаты рассказывают») - рассказы обычных солдат, пожелавших рассказать о их службе в Армии Обороны Израиля (АОИ)[4].
- В октябре 2009 года StandWithUs, совместно с М. Гольдфарбом (англ.) из The Weekly Standard (англ.) провели кампанию против учредительной конференции организации «J Street», также публично позиционирующей себя как произраильскую. При этом StandWithUs привела данные о том, что многие из создателей и советников «J Street» на деле занимают позицию «против Израиля» или имеют тесные связи с правительствами арабских государств, которые по заявлению StandWithUs, «последовательно враждебны Израилю»[5]. Кампания включала в себя телефонные звонки и рассылку факсов в адрес законодателей, приглашенных на мероприятия в рамках учредительной конференции. Хотя ряд источников считают, что кампания не достигла своих целей, и только привлекла дополнительное внимание к конференции[1][6], часть мероприятий «J Street» была отменена, ряд законодателей сняли свои имена из числа приглашенных (в отличие от советника по национальной безопасности Дж. Логана), а посольство Израиля не направило своих представителей на конференцию[7]

## Мероприятия

### Протест против 2-й Дурбанской конференции
В ответ на проведение 2-й Дурбанской конференции ООН в Женеве, расцененной многими источниками, как анти-израильская, StandWithUs организовала митинги и другие протестные мероприятия по всему миру. На некоторых из них активисты StandWithUs использовали клоунские костюмы, чтобы „проиллюстрировать абсурдность активного участия в конференции по правам человека таких "борцов" за них как Ливия, Куба и Иран“. Руководитель StandWithUs Роз Ротштейн сказала по этому поводу : «Еврейские протесты против Дурбанской конференции показали, что мы  не будем больше молчать, это больше не повторится».

### Стипендии Эмерсона

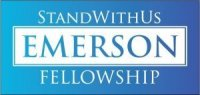
Лого стипендий Эмерсона и StandWithUs

StandWithUs проводит подготовку студентов США и Канады в качестве «эмиссаров еврейского государства в студенческих городках». В 2007 году в рамках этой подготовки были выбраны и получили стипендии Эмерсона 38 студентов.
Again, in 2008, 38 students from the U.S. and Canada were chosen and trained as Emerson Fellows.

### Стипендии StandWithUs
С помощью своих стипендий StandWithUs также проводит подготовку 150 студентов в Израиле для «совместной работы на благо Израиля как внутри его границ, так и за рубежом». Стипендиатами могут стать студенты 7-ми ведущих университетов Израиля, обладающих способностями к изучению иностранных языков, коммуникативностью, знанием ситуации в мире, и проявившие активность в студенческой жизни

### Поездки в Израиль в рамках программыТаглит
StandWithUs организует поездки в Израиль в рамках этой программы для еврейской молодежи в возрасте от 18 до 26 лет со всего мира. Предназначена для студентов, увлекающимися политикой, путешествиями, журналистикой, дипломатией и государственными проблемами

### Постеры в транспортных средствах
В мае 2007 года, в рамках кампании под девизом «Прекратить израильскую оккупацию!», пропалестиская организация оплатила расклейку постеров в метро «большого Вашингтона» В ответ, StandWithUs организовала свою кампанию с фотографиями вооруженных палестинских детей на постерах.

### Поддержка программы «Megaphone desktop tool» МИД Израиля
StandWithUs поддержала призыв МИД Израиля распространить программу «Megaphone desktop tool» (англ.), позволяющую упростить участие в «on-line» голосованиях и дискуссиях в блогах.

## Критика
Согласно отчету, опубликованному организацией «Inter Press Service» (англ.) в октябре 2009 года, StandWithUs «получало финансирование от сети спонсоров, поддерживавших организации, обвиненные[кем?] в пропаганде против мусульман и продвижение военной внешней политики США и Израиля на Ближнем Востоке».
Лидер организации «J Street» Джереми Бен-Ами обвинил StandWithUs в «бандитской очернительной   тактике» в преддверии организационной конференции «J Street».